# Садовая сетка
 Садовая сетка, или сетка для подвязки овощных культур 

## История

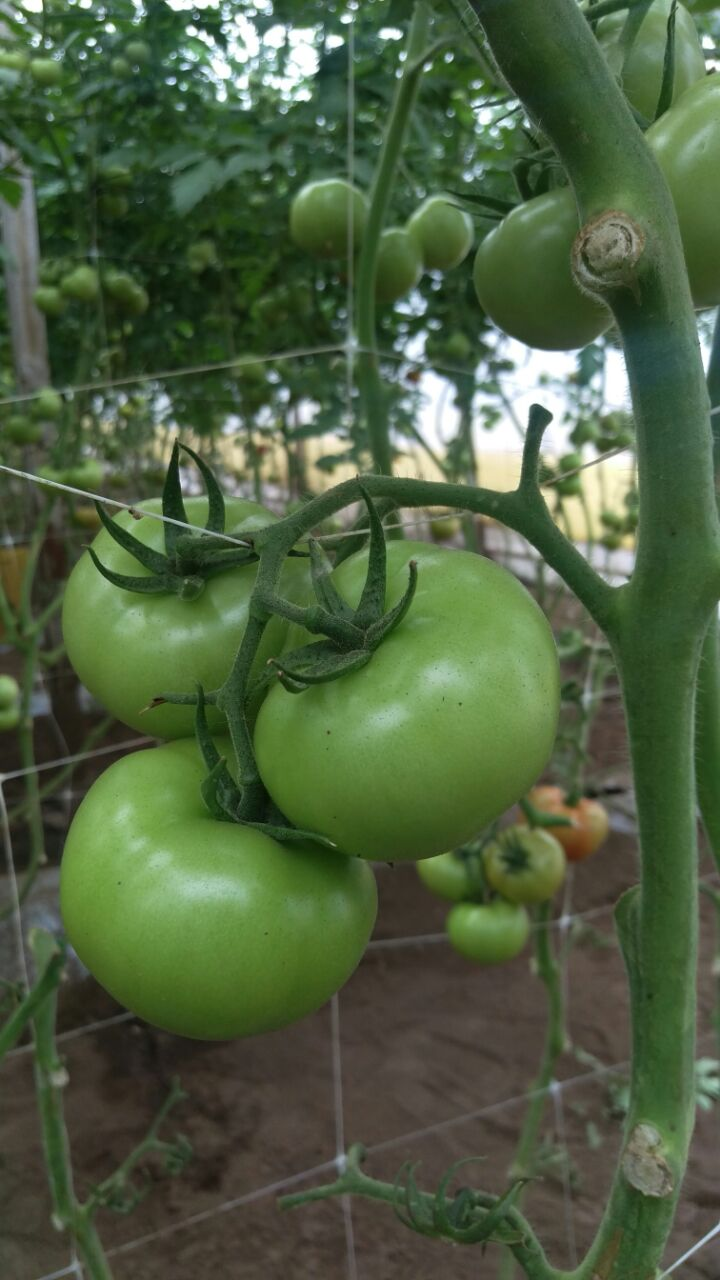
Если подвязывать растения к сетке в районе плодоножки, то вес плода будет распределен по сетке, не давая плодоножке пережиматься, как это часто бывает при использовании волокна рафии.

Начиная с 1960-х годов, в Европе началось использование жесткой полипропиленовой сетки в садоводстве. Центрами производства данного продукта были Англия и Италия, так как именно в этих странах находились самые передовые, на то время, промышленные установки для экструзии полимеров. С течением времени, эта технология распространилась в другие страны, и, на сегодняшний день, данный материал изготавливается во всём мире.

## Физические свойства и молекулярная структура
Полуфабрикат материала, из которого изготавливают сетку представляет собой смесь полипропилена, красителей и УФ-протекторов. Экструдированную пропускают через растягивающие механизмы, где она обретает свойства готового продукта, такие как прочность, жесткость и другие свойства. Цепочки полимеров сначала располагаются в продольном направлении друг относительно друга (при погружении в горячую воду), после они переплетаются между собой. В конечном итоге, продукт представляет собой сетку с большим пределом прочности на разрыв (около 50-70 кг/м) и массой от 6 до 9 г/м2, с размером ячеек до 30х30 см, в зависимости от технических возможностей производителя сетки.

## Доступные размеры
На рынке доступны сетки с малым размером ячеек (от 10 до 8 см), они, как правило, используется для горизонтальной подвязки цветов, чаще всего для гвоздики, хризантемы и львиного зева, так как в цветоводстве необходима сетка, которая будет поддерживать цветы вертикально, не давая им наклоняться или изгибаться во время роста, так как они потеряет товарный вид. Сетки с более крупным размером ячейки применяются для подвязки овощных культур, особенно представителей семейства Тыквенные, Пасленовые и для бобовых культур. Причина, по которой садоводы предпочитают сетку с большим размером ячейки (которая наиболее приближена к сетке из натурального волокна, как, например, рафия, тканная вручную) заключается в том, что при ее использовании можно обеспечить доступ к растению с обеих сторон грядки, при этом, не задевая растения во время уборки урожая или подрезки растений.

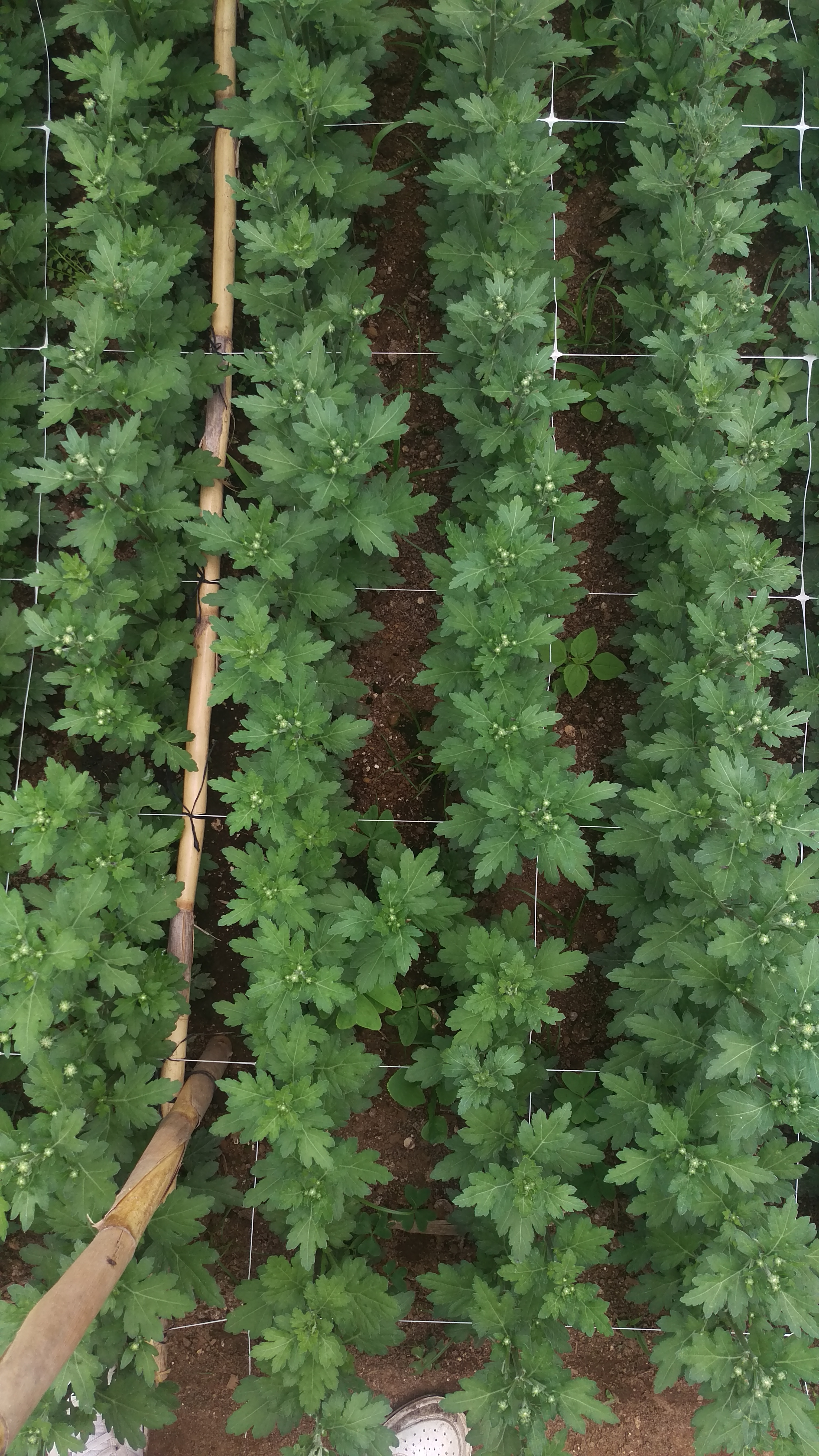
В случае, если сетка используется в цветоводстве, ее можно установить в несколько слоев горизонтально, или перемещать верхний слой сетки по мере роста растений.

## Использование в цветоводстве
Сетка для подвязки цветов располагается в несколько слоев над клумбой. По краям установлено крепление для сетки и система для поддержки сетки, для того чтобы она была плотно растянута над растущими цветами. Иногда необходима дополнительная опора, для того, чтобы ячейки располагались симметрично и растения могли расти прямо.

## Использование в садоводстве
В значительно большем количестве случаев, сетка для поддержки растений используется для вертикальной подвязки, хотя она также может использоваться и для горизонтальной подвязки. Лучшее применение вертикальной подвязки – расположить побеги вертикально, сетку прикрепить к столбам (металлическим, бамбуковым или деревянным), которые располагаются в ряд на расстоянии от 1,5 до 8 м друг от друга, в зависимости от типа культуры, типа почвы, климата и так далее. Опоры, расположенные по краям грядки обычно больше и мощнее, и также имеют растяжки, которые натягиваются между столбами, обеспечивают им жесткость.
После того, как опора установлена, чаще всего фермеры устанавливают дополнительные растяжки, для обеспечения лучшей жесткости. Установка шпалерной сетки заключается в разворачивании сетки над грядкой, ее растягивания и натягивания от опоры к опоре. Для этой операции требуются двое рабочих на один гектар площади. Сетку желательно устанавливать непосредственно перед пересадкой рассады, либо через несколько дней после того, как проросли семена, для того чтобы не повредить растения во время установки сетки.
В зависимости от типа культуры, сетка устанавливается на разной высоте, обычно от 50 см до 3 м (при использовании в теплицах или на затененных участках). При выборе высоты установки, необходимо помнить, что минимальная высота установки сетки составляет 30-40 см от поверхности почвы. То есть, сетка высотой 1,5 м будет находиться на расстоянии от 1,8-1,9 м над поверхностью земли, соответственно, высота опор будет 2,2-2,5 м, и эта высота будет идеальной для подвязывания большинства сортов огурцов, выращиваемых на открытом пространстве. Идеальный размер ячеек составляет около 25х25 см.

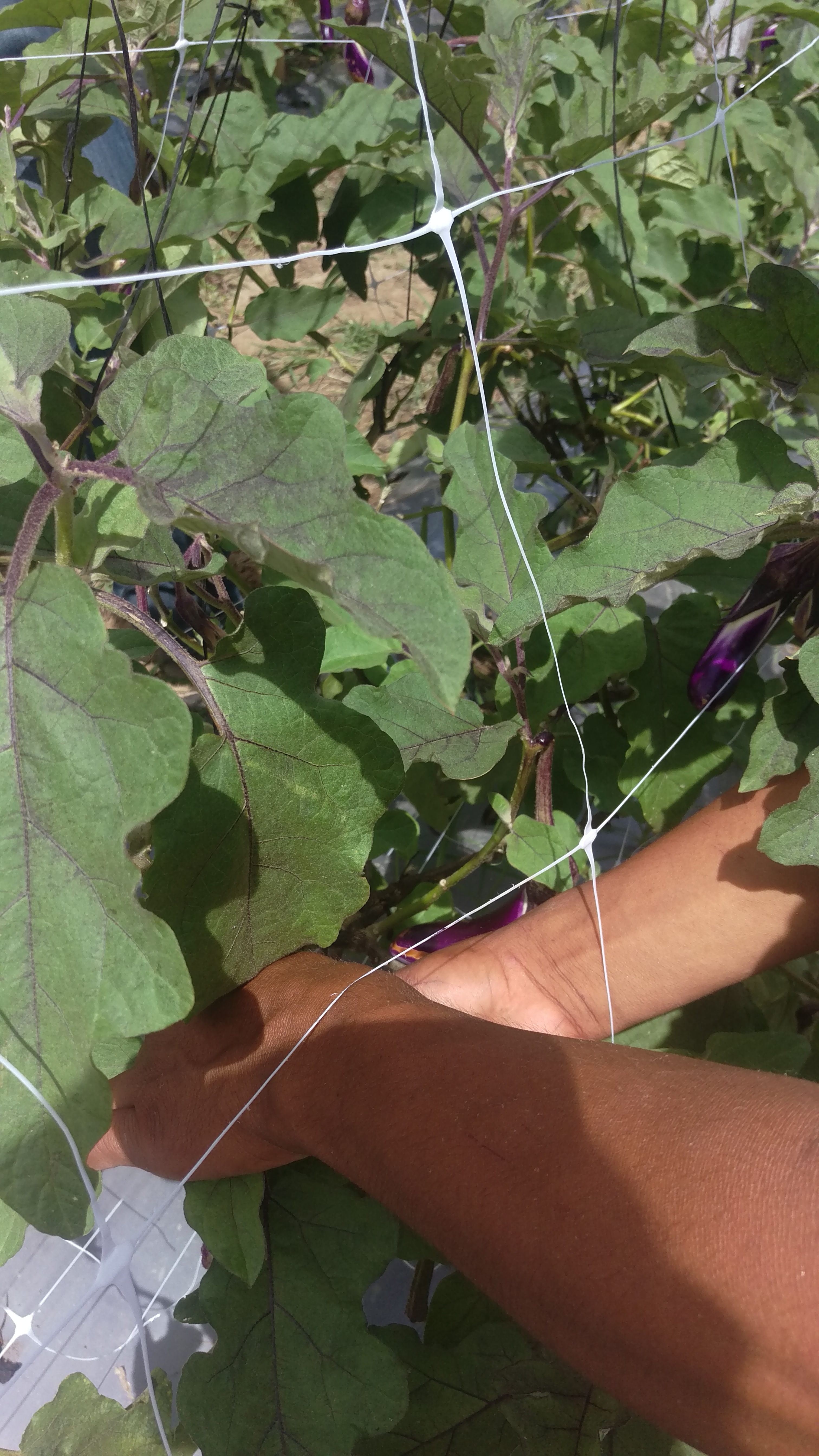
Производить подрезку и сбор урожая удобно, если использовать сетку с размером ячеек 25x25 см (10"x10"), так как руки рабочих могут свободно проходить между ними, не повреждая растения или плоды.

При использовании в теплице, сетка может быть прикреплена к системе вентиляции и свисать вниз, к грядке. Таким образом, можно прикрепить сетку длиной до 3 м, что является идеальным для многих гибридных сортов. Также стоит отметить, что устанавливать сетки с большим размером ячеек, например 25х25 см для горизонтальной подвязки помидор или перца в условиях поля можно также таким образом, как и в цветоводстве. В таком случае, растения будут расти в ячейках сетки и пассивно опираться на нее, таким образом, полностью устраняя необходимость дальнейшего подвязывания и прикрепления растения к сетке вручную.

## Фитосанитарные условия
Изменения климата приводят к большим убыткам в сельском хозяйстве. Сильные дожди заставляют отказываться от многих традиционных методов выращивания растений, таких как огурцов и дынь, взамен которым приходят методы выращивания с помощью вертикальной подвязки с помощью шпалерной сетки. При этом улучшается аэрация и инсоляция листвы, снижается вероятность возникновения грибковых заболеваний, которые развиваются при повышенной влажности, которая возникает в промежутке между почвой и листвой. Дальнейший контакт плодов с почвой приводит к развитию грибковых поражений плодов, которые снижают их рыночную стоимость.
Еще одним важным фактором, который определяет выбор системы для подвязки растений – это вероятность распространения вирусных заболеваний (таких как, например, вирус мозаики) механическим способом через руки рабочих. Независимо от того, какие меры предосторожности предпринимает фермер с целью сохранить высокий уровень фитосанитарных условий на поле (как, например, частая смена одежды, мытье рук в молоке, использование бахил на обуви), для распространение вируса достаточно, чтобы один из работников неосторожно бросил сигарету, или прикоснулся к зараженному растению, для того чтобы вирус начался распространяться экспоненциально, как это происходит при распространении тли или трипсов. По этой же причине, в отличие от использования системы для подвязки с помощью волокна рафии, для которой требуется много ручного труда на разных фазах роста растения, использование шпалерной садовой сетки минимизирует необходимость работника часто перемещаться между рядами и производить манипуляции с растениями, тем самым снижая вероятность распространения заболеваний.
Представители семейства Тыквенные во время своего роста ищут ближайшую точку опоры. Садовая сетка предоставляет несколько опорных точек для роста. Также, при использовании совместно с представителями семейства Пасленовых, особенно помидор и перца, можно достичь еще большего уменьшения ручных манипуляций, установив сетку по обеим сторонам от грядки, в форме буквы V вдоль борозды, создавая своего рода «сэндвич», который держит растения с обеих сторон, давая веткам растений опору, уменьшая необходимость тратить средства для оплаты труда, который бы понадобился, в случае ручной подвязки растений к сетке.

## Советы по вертикальной подвязке

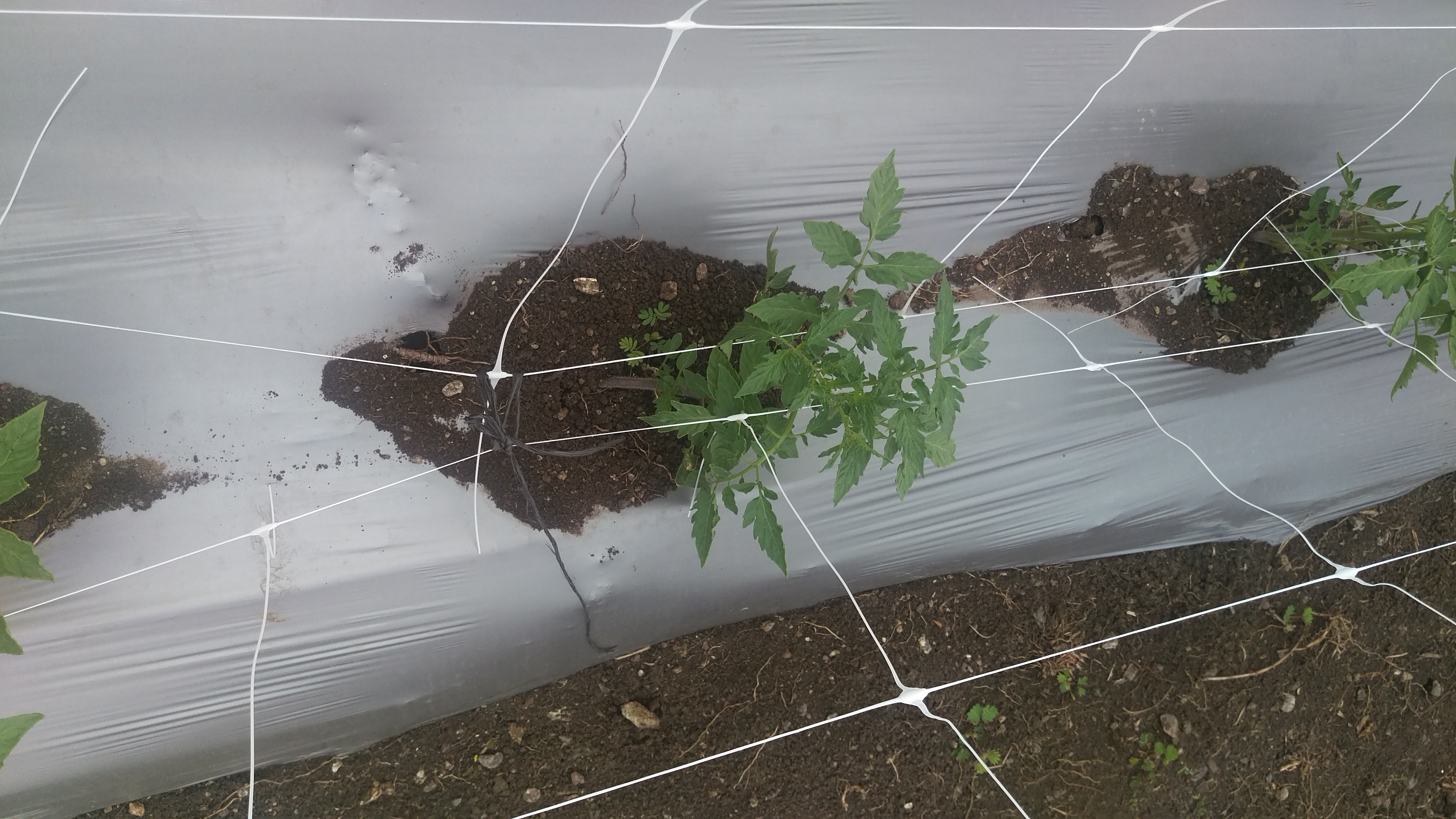
Иллюстрация того, как подвязывать молодые растения томатов (при использовании системы с двумя стенками) к сетке. Эта система позволяет уменьшить трудозатраты, связанные с подвязкой растений, так как они цепляются за сетку по мере своего роста.

аждый раз, когда растение подвергается манипуляциям – обрезке или подвязке к  системе для поддержки, оно испытывает механический стресс в течение нескольких дней. В течение этого периода растения, вместо того, чтобы насыщать питательными веществами плоды с полной эффективностью, направляет их к листве, для того чтобы ее восстановить. Существуют математические модели, которые доказывают эффективность естественного направления листвы к солнцу. Во время подвязки и других ручных манипуляций с растениями, мы увеличиваем риск заражения заболеваниями, особенно вирусными, так как рабочие, манипулируя растениями, могут неосознанно перенести патоген механическим путем от растения к растению как это делают, например, насекомые вредители.
Во время выращивания определённых кустарниковых культур, таких как баклажаны томаты, перцы чили или другие перцы, многие фермеры принимают решение подвязывать свои растения к стенкам из сетки, которые располагаются по одной на каждой стороне грядки, создавая тем самым систему для роста, в которой ветки поддерживаются сами по себе, без необходимости ручной подвязки. При использовании этой системы, к нижнему краю сетки, который ближе всего находится к земле, с одной стороны осторожно привязывается (оставляя от 4 до 10 см или 2-4 дюйма между двумя слоями стенки) край сетки с другой стороны, эта работа выполняется, когда растения достигают 40 см, или 16 дюймов в высоту. Пока растение растет, расстояние между двумя стенками также увеличивается (30-60 см), поэтому самые высокие побеги поддерживаются сеткой, обеспечивая оптимальное развитие растений.
Позволяя растениям расти во всех направлениях, можно добиться полной реализации их потенциала, и это позволит увеличить эффективность обработки химикатами, например, с помощью фумигации и обеспечит им эффективное воздействие на целевые патогенны, следовательно, уменьшить вероятность распространения болезней, и уменьшая количество применяемых химикатов.

## Преимущества

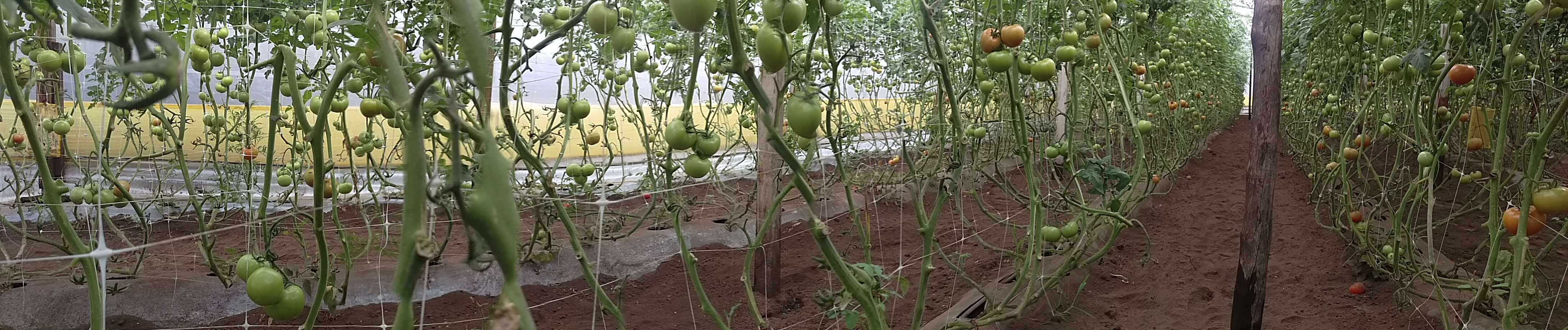
При выращивании некоторых неопределенных гибридов огурцов, помидор, перцев или дынь, побеги к шпалерной сетки можно вплетать диагонально, или используя зажимы.

Выращивание растений на садовой сетке увеличивает плотность посадки, так как каждое растение имеет свою пространство и место, для того, чтобы зацепиться за сетку. По мере того, как растения растет в вертикальном направлении, помимо уже упомянутых преимущество, заключающихся в улучшенной аэрации и инсоляции, цветы и плоды будут защищены от случайного повреждения рабочими, которые проходят вдоль грядок. Также обеспечивается большая эффективность опыления, так как цветы более доступны для насекомых-опылителей, и листья при этом не нависают над цветами и не закрывают их. Если относиться к растениям заботливо, то это увеличивает их вегетационный период и увеличивает количество плодов, которые можно собрать в течение более длительного вегетационного периода.

## Возможность повторного использования

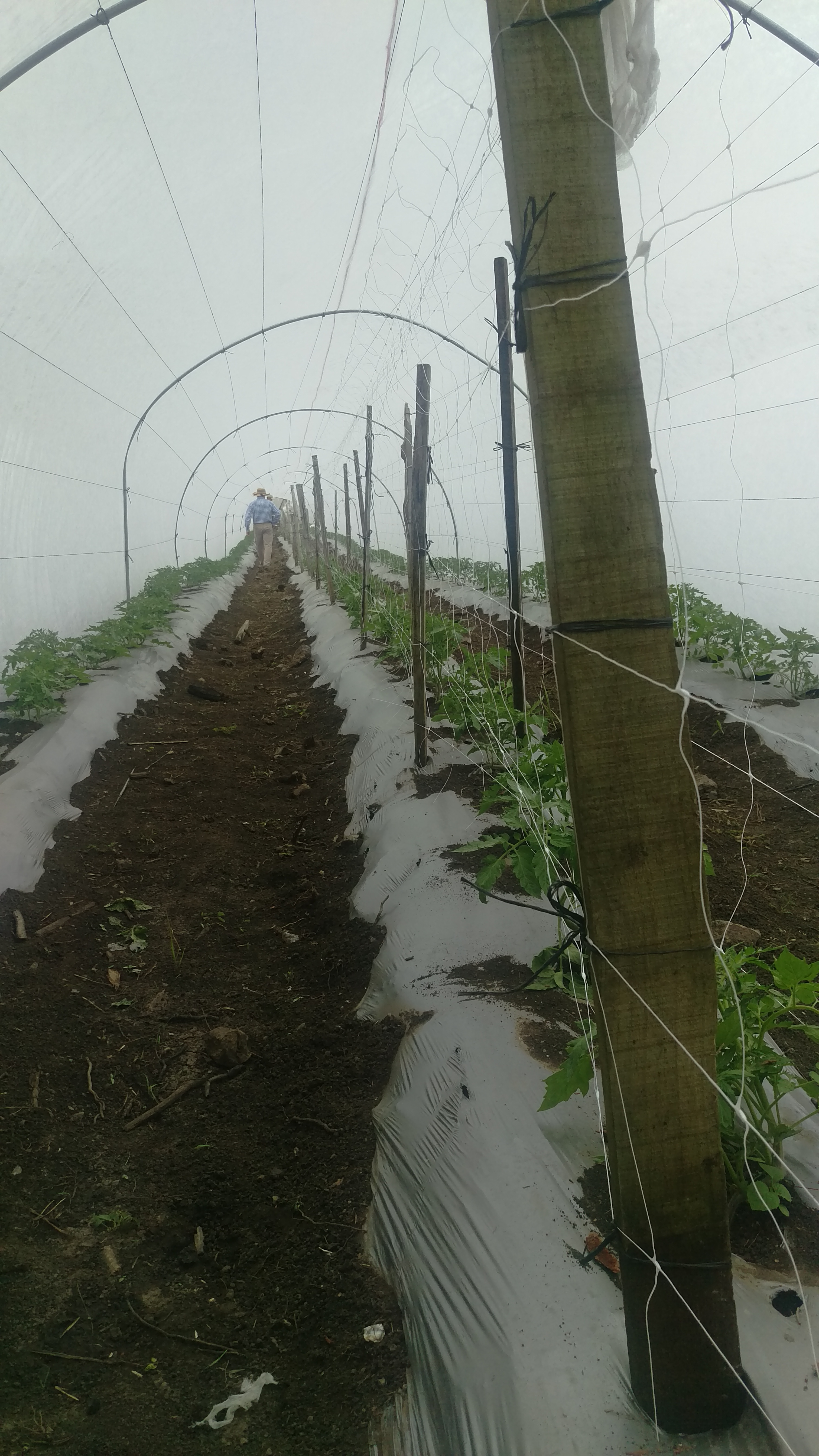
Рекомендовано устанавливать две завесы из сетки, при выращивании томатов, перцев, чили или баклажанов, так как представителям семейства Пасленовые необходимо за что-то цепляться своими побегами, для того, чтобы расти и производить плоды.

В большинстве случаев применения, шпалерная сетка, изготовленная из линейного полипропилена, может использоваться многократно – ее хватит на несколько вегетационных циклов. Идеальным решением, для того чтобы максимально оптимизировать инвестиции в сельскохозяйственное оборудование во время первого цикла использования, и для того, чтобы имелась возможность амортизировать эти затраты, при выращивании других культур (при затратах на мульчирование, орошение, покупку опор, растяжек, фильтров, сетки), является чередование выращивания культур семейств Пасленовые и Тыквенные с бобовыми (или другими азотфиксирующими растениями). Само собой разумеется, что в течение предыдущего цикла выращивания должны были быть хорошие фитосанитарные условия и не было в наличии каких-либо колоний вредителей, после того как плоды были собраны и старые растения были подрезаны. После этого можно сеять следующую культуру. Через несколько дней старые растения могут быть легко излечены, и их остатки могут быть повторно введены в почву в виде удобрения.

## Как выбрать хорошую шпалерную сетку
Полипропилен может терять свои механические свойства, такие как прочность на разрыв, при длительном облучении солнцем, или если сетка была изготовлена из повторно переработанного материала. Сетка, изготовленная из не переработанного полипропилена, является высококачественной, для нее характерен блеск, в то время как сетка, изготовленная методом экструзии из переработанного полипропилена, непрозрачная и матовая. Учитывая то, что сетка для подвязки растений должна выдерживать вес растений и также быть устойчивой к внешним природным условиям (ветер или дождь), целесообразно убедиться перед установкой сетки, что она выдержит вес растений и не позволит им упасть на землю. Один из важных аспектов, на который стоит обратить внимание, этот цвет сетки. Сетка белого цвета более предпочтительна, так как она заметна на протяжении всех суток и исключает возможность случайного разрезания во время подрезки и сбора урожая, что нельзя сказать про черную или зеленую сетку, которые. будут теряться на фоне листвы, стеблей и плодов.

## Синонимы термина «садовая сетка»
Синонимы: сетка для подвязки растений, сетка для подвязки помидор, огуречная сетка, шпалерная сетка, сетка для подвязки, сетка для поддержки растений, сетка для поддержки цветов, сетка для подвязки, шпалерная сетка для поддержки растений.

## Галерея

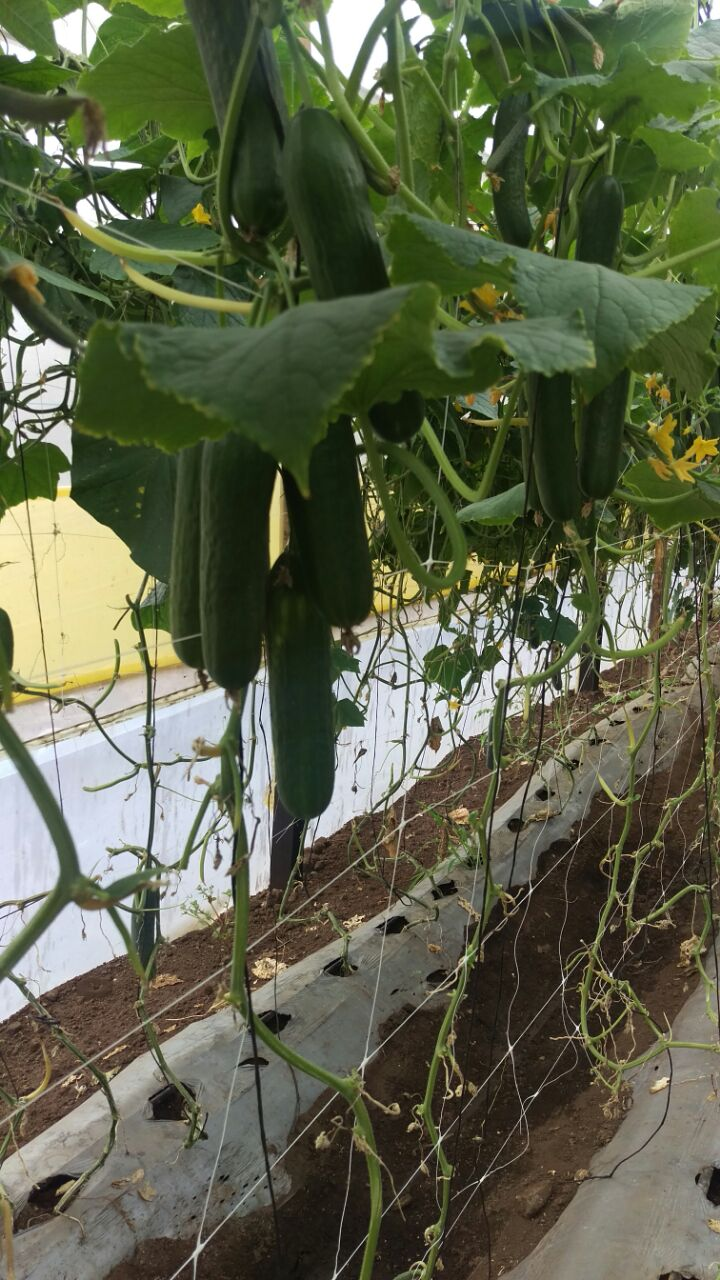
Шпалерная сетка для огурцов.
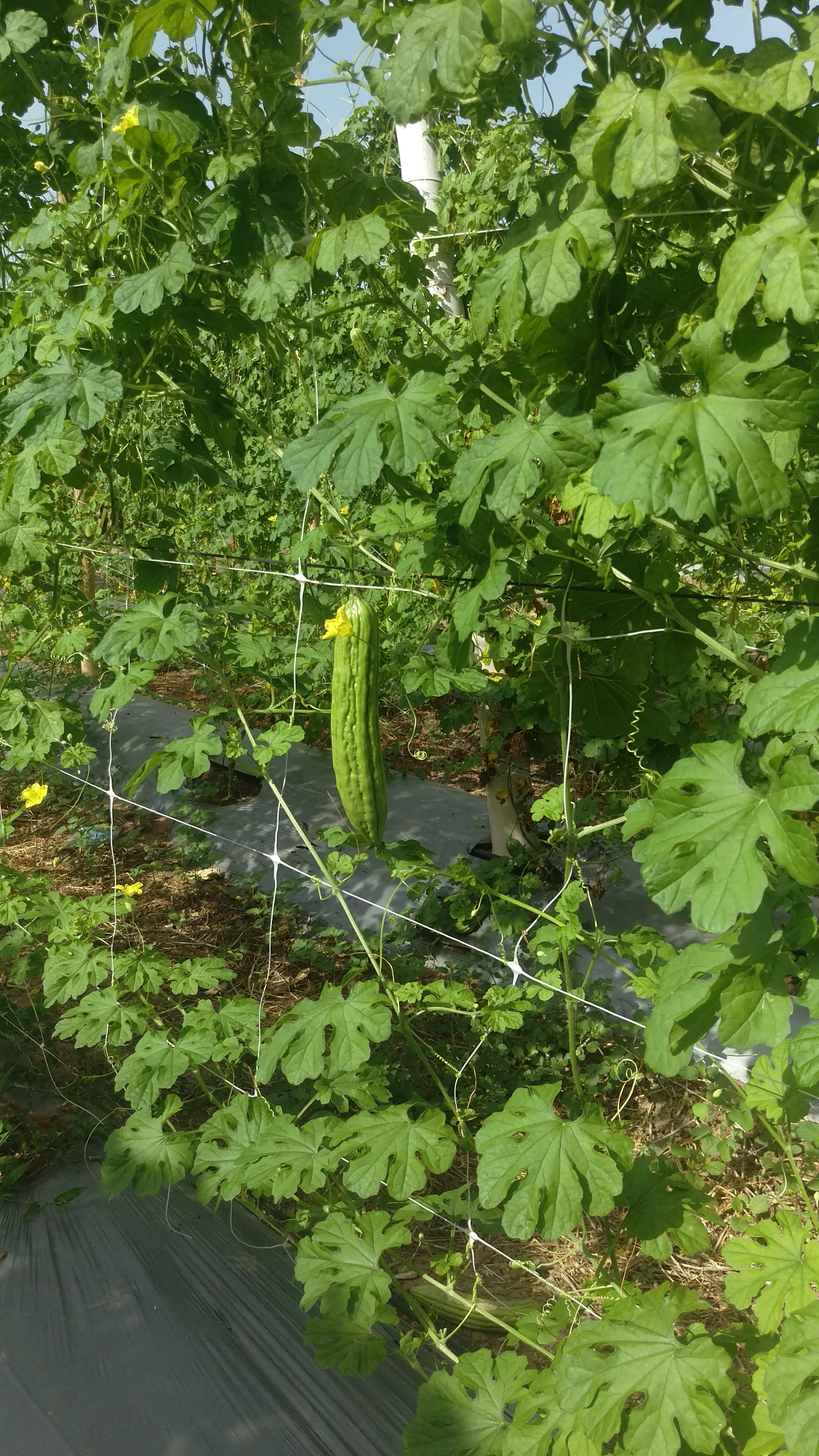
Представители семейства Тыквенные хорошо развиваются на шпалерной сетке, так как их побеги цепляются за любые находящиеся поблизости структуры и закрепляют растение. Хорошая система для поддержки улучшает фитосанитарные условия и увеличивает урожаи.
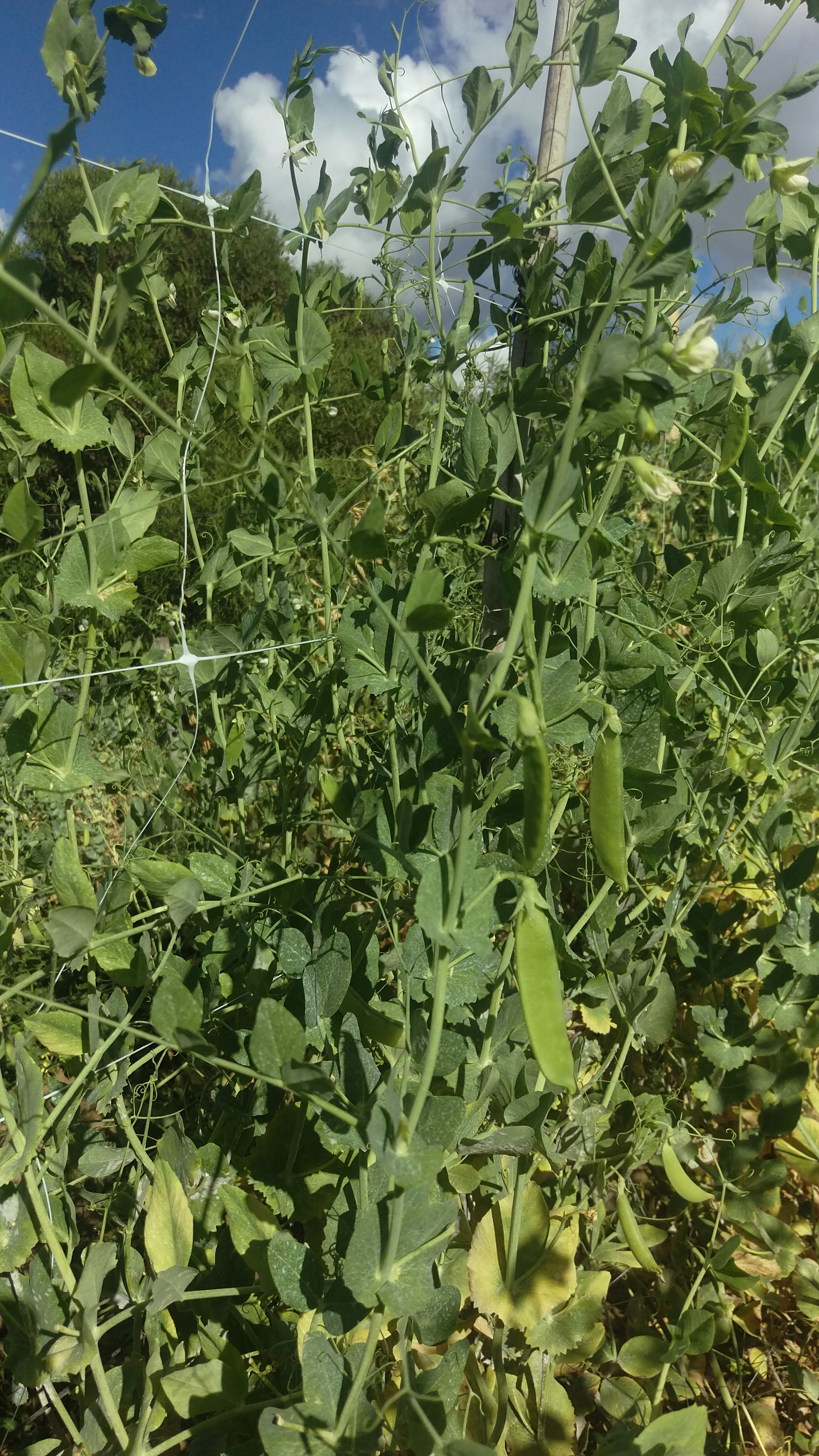
Стручковый горох – идеальный  пример того, как можно увеличить урожайность за счет применения системы для подвязки.